# 1112年
| 千纪： | 2千纪 |
| 世纪： | 11世纪 \| 12世纪 \| 13世纪                                                                                 |
| 年代： | 1080年代 \| 1090年代 \| 1100年代 \| 1110年代 \| 1120年代 \| 1130年代 \| 1140年代                           |
| 年份： | 1107年 \| 1108年 \| 1109年 \| 1110年 \| 1111年 \| 1112年 \| 1113年 \| 1114年 \| 1115年 \| 1116年 \| 1117年 |
| 纪年： | 壬辰年（龙年）；辽天庆二年；北宋政和二年；西夏貞觀十二年；大理文治三年；越南會祥大慶三年；日本天永三年     |

## 大事记
- 亚州
  - 《宋史·天文志》中记录太阳黑子。
  - 九月，完颜阿骨打不再奉遼國詔，起兵吞并其他不服从自己的女真部落。
- 欧洲
  - 阿方索一世 (葡萄牙)继勃艮第的亨利之后成为葡萄牙伯爵

## 出生
- 王重阳，宋朝道士（逝世于1170年，59岁）

## 逝世
- 亚州
  - 10月25日——苏辙，中国北宋词人（出生于1039年，73岁）
- 欧洲
  - 勃艮第的亨利，葡萄牙伯爵